# Jan Peka
Temple de la renommée tchèque : entre 1908 et 1945
Jan Peka (né le 27 juillet 1894 à Rataje nad Sázavou en Autriche-Hongrie et mort le 21 janvier 1985) est un joueur professionnel de hockey sur glace tchécoslovaque.

## Carrière en club
Au début de sa carrière, en 1911, la Tchécoslovaquie fait encore partie de l'Empire austro-hongrois jusqu'en 1918, donc il commence sous cette nationalité avant d'être un tchécoslovaque.
Il joue sa carrière avec le Hockey Cercle Karlin, HC Sparta Praha et LTC Praha du championnat de Tchécoslovaquie de hockey sur glace.